# Proyecto hidroeléctrico Portezuelo del Viento
El Proyecto hidroeléctrico Portezuelo del Viento es un proyecto de una central hidroeléctrica a ser construida sobre el río Grande, en el sur de la provincia de Mendoza, Argentina. Se ha previsto como el componente más importante de un complejo formado por cinco centrales que se instalarían sobre ese río.

## El Río Grande
El río Grande es el principal afluente del río Colorado, el más septentrional de los ríos de la Patagonia argentina. Nace en el sudoeste de la provincia de Mendoza, cerca del límite con Chile, en plena cordillera de los Andes, y recoge el agua de varios afluentes importantes a lo largo de sus 127 km de recorrido. Su régimen hídrico combinado —pluvial y de deshielo— tiene un promedio de 107 m³/s de caudal.
De su confluencia con el río Barrancas se forma el río Colorado, que hace de límite entre las provincias de Mendoza y Neuquén, y luego entre La Pampa y Río Negro, para desembocar en la provincia de Buenos Aires. A lo largo de todo su curso, el Colorado atraviesa regiones de estepa semidesértica, por lo que es un recurso muy valioso para todos los territorios que limitan con él. Por consiguiente, el aprovechamiento hídrico de ese río y de sus afluentes debe ser consensuado entre todas las provincias implicadas, consultando sus intereses. El Comité de cuenca (COIRCO) tiene establecido el cupo que se puede aprovechar en territorio mendocino, lo que implica trasvasar parte del caudal a otros lugares con mejor aptitud para su aprovechamiento agrícola. Para el proyecto hidroeléctrico, en cambio, no se requiere convenio adicional alguno puesto que ese uso es no consultivo. La provincia de la Pampa condiciona estos acuerdos a que Mendoza acate las indicaciones judiciales y acuerdos firmados respecto del río Atuel, cuyo aprovechamiento para riego aguas arriba ha perjudicado a La Pampa y Río Negro, causando el agotamiento completo del río Salado o Chadileuvú, especialmente tras la construcción del embalse El Nihuil.
La cuenca superior del río Grande está formada por una serie de valles de gran altura, rodeados de altas cumbres, en los que se registran precipitaciones nivales significativas; muy superiores a las zonas medias y bajas de la provincia de Mendoza. El desnivel que recorre el río, y su ventajoso recorrido a través de estrechas gargantas lo hacen especialmente ventajoso para la construcción de represas.

## Historia
Los primeros estudios para una presa en Portezuelo del Viento, una garganta especialmente apta para ese proyecto, datan del año 1950, pero quedaron en nada tras el derrocamiento del presidente Perón. En 1968 se hicieron estudios sobre la posible utilización de aguas del río Grande para riego, lo que reactivó el interés por la zona; un contrato de 1972 con la empresa Harza permitió extender esos estudios hidroeléctricos y de riego.
Tras varios años de suspensión total de los estudios, la empresa estatal Agua y Energía Eléctrica realizó en 1989 un informe completo de los proyectos para el río Grande, que incluía un complejo de cinco embalses, con lo cual se produciría mucha más electricidad con menores costos; de todos modos, quienes actualmente plantean la construcción de estas centrales proponen como prioridad absoluta el proyecto de Cuesta del Viento, que debería construirse dimensionado como para formar parte del proyecto común, o bien como represa aislada. En 1993, el gobierno mendocino sancionó la ley provincial n.º 6064, que declaraba la obra Portezuelo del Viento de interés provincial.
La Provincia de Mendoza contrató el estudio de factibilidad y proyecto ejecutivo de la presa y central hidroeléctrica Portezuelo del Viento, que fue ejecutado por la UTE Lande-Inconas-Ingetec.
En enero de 2011 se inició la licitación del proyecto definitivo, que originalmente preveía su inauguración en 2015, con una presa de embalse de 181 m de altura a construir con hormigón compactado con rodillos (HCR), una potencia instalada de 210 MW y una generación media anual de 887 GWh/año. La inversión prometida por parte del gobierno nacional era de US$ 493 000 000. El procedimiento licitatorio comenzó por una preselección de oferentes, a la que se presentaron ocho empresas o asociaciones empresarias. Con el paso del tiempo este procedimiento quedó superado, habiendo retomado el gobierno de Mendoza la continuidad del proyecto con una revisión del Proyecto Ejecutivo que elaboró la UTE consultora. Esta revisión, realizada por EBISA en 2016, derivó en la necesidad de estudios geotécnicos para confirmar los resultados de los ya realizados por la UTE consultora, y estudios ambientales complementarios para satisfacer los requerimientos del EIA que también fue contratado por la Provincia y ejecutado por la Universidad Nacional de Cuyo.
El proyecto también prevé el trasvase de parte del caudal del río Grande al curso medio del río Atuel, con lo cual permitiría extender en unas 58 000 hectáreas el área bajo riego de una amplia zona del sur mendocino y aumentar el caudal turbinado por el complejo hidroeléctrico El Nihuil, aumentando su producción de energía eléctrica. Un acuerdo firmado entre las provincias afectadas autorizó el trasvase de entre 24 y 34 m³/s hacia el río Atuel, pero no desde Portezuelo del Viento, sino desde un embalse aguas abajo, en Bardas Blancas. En abril de 2020 la administración de Alberto Fernández depositó dos  cuotas de 14 millones y otra de 16,3 millones de dólares para la construcción de la represa de Portezuelo del Viento.

## Características
La provincia de Mendoza ha efectuado un estudio económico para optimizar la altura más rentable para la presa, seleccionando la altura de 151 m. El cierre sería de escollera con pantalla de hormigón, de 510 m de largo. Tendrá un vertedero curvo, diseñado para una crecida prevista cada diez mil años, de 1600 m³/s. En total, se utilizarían casi diez millones de metros cúbicos de materiales sueltos y hormigón.
La central hidroeléctrica, ubicada al pie de la presa, estará equipada con 3 turbinas Francis de 30 MW cada una, alimentado por un túnel de 700 m de largo y 6 m de diámetro, y una tubería forzada de 40 m de largo. La misma generará,  en una primera etapa, 359 GWh/año, y posteriormente 651 GWh/año.
El embalse previsto podrá ser utilizado para turismo en épocas de verano; la altura y latitud lo ubica en una zona fría, poco apta para las actividades acuáticas. Se ha previsto la construcción de un canal de desvío de 110 km de largo, diseñado para trasladar 24 m³/s a la cuenca del río Atuel. Esta obra permitiría utilizar agua para riego y aumentar la producción hidroeléctrica del complejo hidroeléctrico El Nihuil. No obstante, en los últimos proyectos se ha programado que esta derivación no se haga desde Portezuelo del Viento, sino de otro embalse que se construiría aguas abajo, en Bardas Blancas. El proyecto requiere la construcción de una línea de alta tensión hasta la ciudad de Malargüe, de unos 75 km de longitud, hasta conectar al sistema nacional de electricidad. Portezuelo tiene un plazo de ejecución de cinco años y apuesta a lograr una potencia instalada de 210 MW, capaz de abastecer de energía a 130.000 usuarios, cuatro veces más de lo que genera el dique Potrerillo